# Berlin-Siemensstadt
Siemensstadt is een stadsdeel van Spandau, een district van de Duitse hoofdstad Berlijn.

## Ligging
In het noorden wordt Siemensstadt begrenst door het Berlin-Spandau Schiffahrtkanal en in het zuiden door de Spree. In het oosten is er een grens met Charlottenburg-Nord en in het westen met Haselhorst. 

## Geschiedenis
In 1897 werd het grotendeels braakliggende terrein gekocht door het bedrijf Siemens & Halske AG. Het gebied van 209.560 m² bestond voornamelijk uit bossen, weiden, heidegebieden en moerassen. In 1904 werd begonnen met de bouw van de eerste woonblokken. Ook in het naburige Charlottenburg werden huizen gebouwd voor de arbeiders van Siemens, de wijk Großsiedlung Siemensstadt, die door beroemde architecten ontworpen werd. Aanvankelijk stond het gebied bekend als Kolonie Nonnendamm. Op 1 mei 1908 werd het gebied opgenomen bij de stad Spandau en was aanvankelijk een exclave totdat in 1910 ook Haselhorst in Spandau werd opgenomen. In 1914 werd de naam Siemensstadt voor het eerst gebruikt. Op dat moment woonden er 7.000 mensen en bood het bedrijf werkgelegenheid voor 23.000 mensen. 
Sinds 1920 behoort Siemensstadt tot Groot-Berlijn als onderdeel van het district Spandau. In 1929 werd Haselhorst ook toegevoegd aan de wijk, echter werd dit in 1950 weer een apart stadsdeel van Spandau. 

## Sport
De wijk heeft ook een eigen sportclub, SC Siemensstadt, die in meer dan 20 sporten actief is en qua aantal leden tot de tien grootste in Berlijn behoort.

## Verkeer
Via de metrolijn U7 is Siemensstadt verbonden met Spandau en het centrum van Berlijn. Er zijn twee metrostations, Rohrdam en Siemensdamm. Tot de staking van de Reichsbahn in 1980 was het gebied ook aangesloten op de S-Bahn. Naar verwachting zou deze route in 2029 gereactiveerd worden. 
Falkenhagener Feld |
Gatow |
Hakenfelde |
Haselhorst |
Kladow |
Siemensstadt |
Spandau |
Staaken |
Wilhelmstadt